# Glaphyromorphus isolepis
Glaphyromorphus isolepis är en ödleart som beskrevs av  George Albert Boulenger 1887. Glaphyromorphus isolepis ingår i släktet Glaphyromorphus och familjen skinkar. Inga underarter finns listade i Catalogue of Life.